# 3306 Byron
3306 Byron là một tiểu hành tinh vành đai chính, được phát hiện bởi Nikolai Stepanovich Chernykh ở 1979. Nó được đặt theo tên Lord Byron, nhà thơ lãng mạn British. Nó là một tiểu hành tinh kiểu S.